# The Kids Are Alright (soundtrack)
The Kids Are Alright is een verzamel-album van de Britse rockband The Who. Het werd in haar originele vorm uitgegeven als een dubbel-album in de maand juni van het jaar 1979 door Polydor Records in het Verenigd Koninkrijk en door MCA Records in de States. Het album is eigenlijk niet meer dan een compilatie van nummers die live zijn opgenomen om in de gelijknamige film te tonen. Een uitzondering hierop was "Happy Jack", die overbleef na de uitvoering en opnames van "Live at Leeds". "I Can See for Miles" is afkomstig van dezelfde show als waarin The Who "My Generation" speelde, alleen is de dubbelopgenomen zang nu in tweeën gesplitst, zodat deze in stereo is te beluisteren. "My Wife" zou moeten komen van een concert van The Who, maar dat feestje ging niet door. "Tommy Can You Hear Me" heeft een langere outro, waarin Roger Daltrey de naam 'Tommy' herhaalt en daarna "ELLO" riep.
Het soundtrack-album deed het vrij goed in de Verenigde Staten: het kwam op nummer #8 te staan in de Billboard Album Charts en kreeg een Platina vermelding, terwijl in het Verenigd Koninkrijk niet verder kwam dan nummer #26 in die albumtop.

## Track listing
(Alle nummers zijn geschreven door Pete Townshend, tenzij anders aangegeven.)

### Originele lp uit 1979
| 1. "My Generation". Opgenomen tijdens The Smothers Brothers Comedy Hour in de CBS Studios, Los Angeles op 15 september 1967 2. "I Can't Explain". Optreden tijdens Shindig! in 1965 3. "Happy Jack". Opgenomen in de Universiteit van Leeds 14 februari 1970 (een versie die later te horen was op de remastered versie van Live at Leeds) 4. "I Can See for Miles". Opgenomen tijdens The Smothers Brothers Show op 15 september 1967 5. "Magic Bus". Monosinglemix. Wordt toegeschreven als opgenomen in de Beat Club, 1968 6. "Long Live Rock". Opgenomen in de Olympic Studios, 1972 1. "Anyway, Anyhow, Anywhere". Opname uit Ready Steady Go!, 1965 2. "Young Man Blues" (Allison). Opgenomen in het London Coliseum, december 1969 3. "My Wife" (Entwistle). Opgenomen in Kilburn University in Londen in december 1977 4. "Baba O'Riley". Opgenomen in de Shepperton Studios te Londen, op 25 mei 1978 | 1. "A Quick One While He's Away". Opname van de The Rolling Stones Rock and Roll Circus-film, opgenomen en gefilmd in december 1968 2. "Tommy Can You Hear Me". Opgenomen in de Studios in 1969 (Wordt toegeschreven als opgenomen in de Beat Club) 3. "Sparks". Opgenomen tijdens het Woodstock Festival te New York, 17 augustus 1969 4. "Pinball Wizard". Opgenomen tijdens het Woodstock Festival te New York, 17 augustus 1969 5. "See Me, Feel Me". Opgenomen tijdens het Woodstock Festival te New York, 17 augustus 1969 1. "Join Together/Road Runner/My Generation Blues" (Medley) (Townshend/McDaniel). Opgenomen in het Pontiac Silverdome te Pontiac, Michigan op 6 december 1975 2. "Won't Get Fooled Again". Opgenomen in de Shepperton Studios te Londen, op 25 mei 1978 |

## Bezetting
- Roger Daltrey: Zang, mondharmonica, tamboerijn
- Pete Townshend: Gitaren, zang
- John Entwistle: Basgitaar, Hoorn, zang
- Keith Moon: Drums en percussie